# 伊沢元美
伊沢元美（いざわ もとよし、1909年4月8日-2004年10月31日）は、日本近代文学研究者。
東京生まれ。1933年東京帝国大学文学部国文科卒。36年同大学院修了（旧制）。島根大学法文学部助教授、教授、1974年定年退官、名誉教授、鶴見大学女子短期大学部教授。主として俳句を研究した。

## 著書
- 『碧流 詩集』金蘭社 1943
- 『現代俳句の流れ』河出新書 1956
- 『俳句鑑賞歳時記』弥生書房 1960
- 『尾崎放哉』南雲堂桜楓社 俳句シリーズ 人と作品 1963
- 『採芳巡礼 古今俳句の鑑賞』キューブ社 1988
- 『石坂洋次郎論』緑の笛豆本の会 1995

### 編著
- 『島根文学地図』編　山陰文化シリーズ 今井書店 1968
- 小沢武二『気球の表情 句集』編 層雲社 1989

## 論文
- 伊沢元美